# Шон Майклс (порноактёр)
Шон Майклс (англ. Sean Michaels, р. 20 февраля 1958 года, Нью-Йорк, США) — американский порноактёр и режиссёр.

## Ранние годы
Родился 20 февраля 1958 года в Бруклине, учился там же в Boys High School. В 1977 году переехал в Южную Калифорнию и шесть работал с сфере сестринского дела, прежде чем дебютировал в порноиндустрии. Также работал фотомоделью, выступая как на подиуме, так и снимаясь для печатных изданий.

## Карьера
Начал сниматься в 1985 году. Дебютировал в качестве режиссёра в 1991 году с фильмами My Baby's Got Back и In Loving Color. В 1993 году основал Sean Michaels Productions, а в 1997 году студия была переименована в Sean Michaels International, когда дистрибуцией начала заниматься компания Anabolic Video.
В апреле 2010 года Майклз был ведущим церемонии вручения XRCO Award вместе с Лизой Энн и Никки Бенц. В 2008 году вёл церемонию Urban X Award с Оливией О'Лавли.
Снялся более чем в 1300 фильмах и срежиссировал 212 картин. Наряду с Лексингтоном Стилом и мистером Маркусом является одним из самых известных афроамериканских порноактёров.
Согласно сайту Adult Film News Web Page,

## Премии
- 1994 XRCO Award – Woodsman of the Year[7]
- 1994 XRCO Award – лучшая анальная сцена – Arabian Nights (вместе с Порше Линн и Julian St. Jox)[7]
- 1995 зал славы AVN[8]
- 1996 AVN Award – лучшая групповая сцена (видео) – World Sex Tour 1 (вместе с Марком Дэвисом, Эрикой Беллой и Стефанией Сартори)[9]
- 1998 AVN Award – лучшая анальная сцена (видео) – Butt Banged Naughty Nurses (вместе с Кариной Коллинз и Марком Дэвисом)[10]
- 1999 AVN Award – лучшая анальная сцена (видео) – Tushy Heaven (вместе с Samantha Stylle и Алишей Класс)[11]
- 1999 AVN Award – лучшая групповая сцена (видео) – Tushy Heaven (вместе с Алишей Класс, Samantha Stylle, Halli Aston и Уэнди Найт)[11]
- 1999 XRCO Award – лучшая анальная сцена или сцена двойного проникновения – Tushy Heaven (вместе с Алишей Класс и Samantha Stylle)[12]
- 2000 зал славы XRCO[13]
- 2002 NightMoves Award – лучший актёр (выбор поклонников)[14]
- 2003 NightMoves Award – лучший режиссёр (выбор редакции)[15]
- 2007 Зал славы NightMoves[16]
- 2010 AVN Award – лучшая сцена двойного проникновения – Bobbi Starr & Dana DeArmond's Insatiable Voyage (вместе с Бобби Старр и Мистером Маркусом)[17]